# Filip Deket
Filip Deket (* 1. května 1993, v Trnavě) je slovenský fotbalový záložník, hráč klubu FC Spartak Trnava. Hraje na postu defenzivního záložníka.

## Klubová kariéra
Svou fotbalovou kariéru začal v FC Spartak Trnava, kde se přes mládežnické kategorie postupně v roce 2013 propracoval do prvního týmu. V A-mužstvu debutoval 4. května 2013 proti MFK Ružomberok. V červnu 2016 podepsal se Spartakem novou dvouletou smlouvu.